# Cichlasoma istlanum
Cichlasoma istlanum är en fiskart som först beskrevs av Jordan och Snyder, 1899.  Cichlasoma istlanum ingår i släktet Cichlasoma och familjen Cichlidae. Inga underarter finns listade i Catalogue of Life.